# Dananir al-Barmakiya (Sängersklavin)
Dananir al-Barmakiya, arabisch دنانير البرمكية, DMG Danānīr al-Barmakiyya, geb. im 8. Jahrhundert, gest. im 9. Jahrhundert, war eine Sängersklavin, Musikerin, Komponistin und Dichterin. Als Sklavin war sie in Besitz von Yahyā ibn Chālid al-Barmaki, dem Wesir des Abbasiden-Kalifats.

## Leben
Dananir wurde als Sklavin an den Haushalt von Yahyā ibn Chālid al-Barmaki verkauft, der als Wesir des Abbasiden-Kalifats in der Zeit des Kalifen Harun al-Raschid diente. Dort wurde sie zu einer Sängersklavin ausgebildet. Zu ihren Lehrern zählten Ibrahim al-Mausili und sein Sohn Ishaq al-Mausili, Ibn Dschami und Fulaih. Ebenso war sie eine Schülerin der Sängersklaven-Musikerin Badhl.
Zu ihren Gönnern gehörte der Kalif Harun al-Raschid, der sie mit kostbaren Geschenken überhäufte, darunter einer Kette, die dreißigtausend Dinare wert war.
Nach der Entmachtung der Barmakiden im Jahr 803 schwor sie nie wieder für den Kalifen Harun al-Raschid zu singen, woraufhin dieser sie mit körperlicher Gewalt dazu zwang.
Als Komponistin war Dananir auch die Autorin des Liederbuchs Kitāb mudscharrad al-aghānī.

## Rezeption
Dananir al-Barmakiya wird in der klassisch-arabischen Literatur unter anderem in den Werken von Abū l-Faradsch al-Isfahānī (897–967) erwähnt, wo sie als schöne, blondhaarige Frau und ausgezeichnete Sängerin und Dichterin beschrieben wird.

## Weiteres
Dananir al-Barmakiya ist nicht zu verwechseln mit der zeitgleich lebenden Sängersklavin Dananir al-Kufiya, die im Besitz von Ibn Kunasa war.